# Маккарти, Пол
Пол Макка́рти (англ. Paul McCarthy, родился в 1945 году в Солт-Лейк-Сити) — современный американский художник, известен провокационными перформансами и инсталляциями.

## Творчество

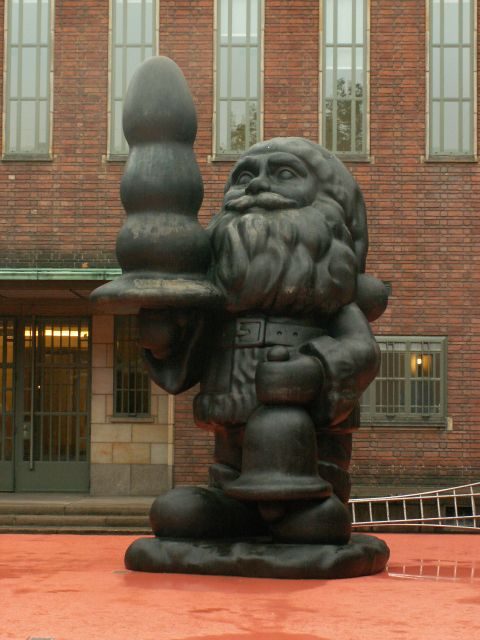
«Санта-Клаус»

Пол Маккарти — современный мастер гротеска, начал свою карьеру как художник в конце 1960-х с перформансов, во время которых порой использовал собственный пенис как кисточку («Penis Painting», 1973). Устраивая в начале 1970-х в Лос-Анджелесе «кровавые» перформансы, Маккарти, в отличие от Криса Бурдена (Chris Burden), ничем не рисковал. Даже когда его перформанс внешне напоминал брутальные и жестокие действия венского акционизма, кровь всегда была представлена кетчупом, а экскременты — шоколадом.
В 1980-х Маккарти начал создавать декорации и использовать видео как часть инсталляций. Список его скульптурных персонажей включает, помимо прочих, политиков, свиней и Санта-Клаусов, которые стараются изо всех сил продемонстрировать темную сторону жизни. Иногда это просто девятиметровая бутылка кетчупа с названием Daddies Ketchup (недоступная ссылка)(2001), вызывающая некоторые неприятные ассоциации. Работы этого влиятельного художника часто гротескны и всегда полны непочтительного юмора.
Bossy Burger (1991), первая инсталляция Маккарти, которая переносит зрителя в место, где произошло действие. Два монитора демонстрируют как художник, одетый шеф-поваром, но в клоунских туфлях и маске Альфреда Ньюмена, готовится показать как готовить еду (действие снимали в декорациях бара неудавшегося телесериала «Дела семейные»). Бормочущий и неуклюжий персонаж, брызгаясь кетчупом и майонезом, приводит кухню в то состояние, в котором инсталляцию обнаруживают зрители. Наиболее сюрреалистичный аспект — демонстрация маниакального удовольствия, которое получает повар от создаваемого хаоса. Сам перформанс «Bossy Burger» никто не видел живьем. Зрителю демонстрируется видеосвидетельство перформанса и материальное оснащение пространства, в котором он происходил.
Широкую известность получила выставка Пола Маккарти в музее современного искусства в Лос-Анджелесе в 1992. Маккарти создал масштабную инсталляцию The Garden. Работа раскрывала свой секрет, когда зритель подходил ближе к деревьям и камням, где механизированные фигуры отца и сына совокуплялись с деревьями и землей. Своего рода сиквел этой работы — Cultural Gothic (1992) продолжает тему отцов и детей, исследуя область скрытого насилия. Прерывистые механические движения фигур подчеркивают отрыв от реальности, одновременно усиливая ужас от совершаемого действия.
Caribbean Pirates (2001-05) — самый большой его проект на сегодняшний день, в котором художник обращается к диснеевскому аттракциону и к фильму с участием Джонни Деппа. Реализованный в сотрудничестве с Дамоном Маккарти проект включает 20 видео проекций, корабль, скульптуры и множество предметов из фильма. Хаотичное видео демонстрирует пиратов, мало похожих на милых диснеевских персонажей. Инсталляция/перформанс «Caribbean Pirates» была впервые показана в рамках выставки «LaLa Land Parody Paradise» в Haus der Kunst в Мюнхене в 2005.

## Монументальные надувные скульптуры
В последние годы художник начал создавать монументальные надувные скульптуры.
- Bound to Fail (недоступная ссылка)(2003-04) — надувная версия торса Генри Мура. Работа, производство которой обошлось более $325,000, впервые была выставлена на крыше Музея Уитни весной 2004 во время биеннале.
- Две огромные надувные скульптуры Blockhead (2003) и Daddies Bighead (2003) экспонировались рядом с Tate Modern в 2003. Работа «Blockhead», высота которой более тридцати пяти метров, основана на образе Пиноккио, но, как это характерно для творчества Маккарти, этот популярный детский персонаж мутировал и принял гротескную форму. Колоссальный масштаб фигуры физически подавляет зрителя, этот опыт художник сравнил с пребыванием у подножия утеса, когда абстрактные формы нависают над головой. «Daddies Bighead», вторая скульптура, приблизительно шестнадцать метров в высоту. Она основана на бутылке кетчупа, который проходит красной нитью через все творчество Маккарти. Художник часто использовал кетчуп наряду с майонезом и шоколадом в перформансах и инсталляциях в качестве заменителей жидкостей и выделений человеческого организма. Эти атрибуты домашней семейной жизни трансформированы Маккарти в репрезентацию насилия, секса и дефекации.
- Скульптура Complex Shit (2007, другое название — «Complicated Pile»), гигантское изображение собачьих фекалий, была выставлена около Центра Пауля Клее в Берне в 2008. Летней ночью искусственные фекалии сдуло порывом ветра, произведение искусства повредило линии электропередач и разбило окно, приземлившись через 200 метров . Скульптура была частью выставки «East of Eden: A Garden Show», которая проходила в Берне до октября 2008.

## Непривычный Маккарти
Работы Маккарти, представленные на выставке Central Symmetrical Rotation Movement: Three Installations, Two Films в Музее Уитни в 2008, сильно отличаются от того, что зрители привыкли видеть у этого художника: нет психотической эксцентрики, нет скатологических игр с продуктами, нет непристойного водевиля, нет пошлой политической сатиры. Выставка фокусируется на вопросе использования архитектурных элементов для создания ощущения дезориентации зрителя (посредством зеркал, вращающихся стен, проекций и изменения пространства).
- В Bang Bang Room (1992) пространство оживает — стены медленно двигаются, двери в каждой стене открываются и закрываются с громким стуком.
- В работе Spinning Room(2008), задуманной в 1971, но реализованной впервые для этой выставки, изображения зрителей вращаются и проецируются на двусторонний экран, который отражается в четырёх зеркальных стенах.
- В работе Mad House (2008), созданной для этой выставки, комната поворачивается вокруг своей оси.
- Раннюю работу Spinning Camera, Walking, Mike Cram Walking, трехминутное черно-белое видео 1971 года, Маккарти создал, вращая камеру на штативе в почти пустой комнате. Изображение движется по кругу, чередуя яркие окна и темные стены, иногда в кадр попадает фигура идущего по периметру комнаты человека.

## Образование
- University of Southern California, Лос-Анджелес, 1973
- Художественный институт Сан-Франциско, 1969
- Университет Юты, 1966-68

## Персональные выставки (2000—2008)
- 2008 «Central Symetrical Rotation Movement — Three Installations, Two Films», Whitney Museum of American Art, Нью-Йорк, США
- 2008 «Paul McCarthy & Benjamin Weissman», Galleria Civica di Arte Contemporanea, Тренто, Италия
- 2007 «Paul McCarthy’s Chocolate Factory», Maccarone Gallery, Нью-Йорк, США
- 2007 «Paul McCarthy — Head Shop/Shop Head», Stedelijk Museum voor Actuele Kunst, Гент, Бельгия
- 2007 Essl Museum Kunst der Gegenwart, ‘Paul McCarthy: Tokyo Santa 1996/2004’, Klosterneuburg/AT
- 2007 «Paul McCarthy — Air Born / Air Borne / Air Pressure», Middelheim Sculpture Museum, Антверпен, Бельгия
- 2007 «Paul McCarthy — Damon McCarthy. Portfolios», Галерея Hauser & Wirth Zürich, Цюрих
- 2007 Aarhus Museum of Art, ‘Paul McCarthy — Head Shop/Shop Head’, Aarhus/DK
- 2006 Nyehaus, ‘Paul McCarthy. Between Beauty and the Beast. Sculptures, Drawings and Photographs’, Нью-Йорк
- 2006 Moderna Museet, ‘Paul McCarthy — Head Shop/Shop Head’, Стокгольм
- 2005 Whitechapel Gallery, Paul McCarthy: ‘LaLa land parody paradise’, Лондон
- 2005 Haus der Kunst, Paul McCarthy: ‘LaLa land parody paradise’, Мюнхен
- 2004 CAC Málaga, ‘Paul McCarthy: Brain Box — Dream Box’, Малага
- 2004 Van Abbemuseum, ‘Paul McCarthy: Brain Box — Dream Box’, Eindhoven
- 2003 Hauser & Wirth London, Piccadilly, ‘Paul McCarthy. Piccadilly Circus’, Лондон
- 2003 Tate Modern, ‘Paul McCarthy at Tate Modern’, Лондон
- 2003 The National Museum of Contemporary Art, ‘Paul McCarthy: Films and Video Works’, Осло
- 2002 Sammlung Falckenberg, ‘Propposition’ (collaboration with Jason Rhoades), Гамбург
- 2002 Hauser & Wirth Zürich, ‘Paul McCarthy & Jason Rhoades: Shit Plugs’, Цюрих
- 2002 Luhring Augustine Gallery, ‘Paul McCarthy: Clean Thoughts’, Нью-Йорк
- 2002 De Hallen, ‘Paul McCarthy: videowerken 1971—1999’, Haarlem/NL
- 2002 Butler Gallery, ‘Paul McCarthy: Videos’, Kilkenny/IE
- 2001 Kunstverein Hamburg, ‘Paul McCarthy: Videos und Fotografien’, Гамбург
- 2001 Tate Liverpool, ‘Paul McCarthy’, Ливерпуль
- 2001 Hauser & Wirth Zürich, ‘Paul McCarthy. Pirate Drawings’, Цюрих
- 2001 Villa Arson, ‘Paul McCarthy’, Ница
- 2001 New Museum of Contemporary Art, ‘Paul McCarthy’, Нью-Йорк
- 2001 Deitch Projects, ‘Paul McCarthy — The Garden’, Нью-Йорк
- 2001 Public Art Fund, IBM Building, 590 Madison Ave. at 56th Street, ‘Paul McCarthy — The Box’, Нью-Йорк
- 2001 Luhring Augustine Gallery, ‘Paul McCarthy’, Нью-Йорк
- 2000 «Paul McCarthy», Museum of Contemporary Art, Лос-Анджелес, США. Первая ретроспектива Пола Маккарти в США (включала более 100 работ — рисунки, видео, скульптуры и инсталляции)
- 2000 Patrick Painter, Inc., ‘Heidi File’, Санта-Моника
- 2000 Eleni Koroneou Gallery, ‘Paul McCarthy’, Athens